# Hildebrandtia diredawaensis
Hildebrandtia diredawaensis är en vindeväxtart som beskrevs av Sebsebe Demissew. Hildebrandtia diredawaensis ingår i släktet Hildebrandtia och familjen vindeväxter. Inga underarter finns listade i Catalogue of Life.